# Dipsas incerta
Dipsas incerta este o specie de șerpi din genul Dipsas, familia Colubridae, descrisă de Jan 1863. Conform Catalogue of Life specia Dipsas incerta nu are subspecii cunoscute.